# District d'Obersimmental
Le district d'Obersimmental est l’un des 26 districts du canton de Berne en Suisse. La commune de Zweisimmen est le chef-lieu du district, le préfet résidait au château de Blankenburg. Sa superficie est de 333 km² et compte quatre communes:
- CH-3766 Boltigen
- CH-3775 Lenk im Simmental
- CH-3772 Sankt Stephan
- CH-3770 Zweisimmen